# Nuorukkajärvi
Nuorukkajärvi är en sjö i Pajala kommun i Norrbotten och ingår i Torneälvens huvudavrinningsområde. Sjön har en area på 0,149 kvadratkilometer och ligger 285,1 meter över havet. Sjön avvattnas av vattendraget Nuorukkajoki.

## Delavrinningsområde
Nuorukkajärvi ingår i det delavrinningsområde (753203-178949) som SMHI kallar för Mynnar i Olosjoki. Medelhöjden är 324 meter över havet och ytan är 47,59 kvadratkilometer. Det finns inga avrinningsområden uppströms utan avrinningsområdet är högsta punkten. Nuorukkajoki som avvattnar avrinningsområdet har biflödesordning 4, vilket innebär att vattnet flödar genom totalt 4 vattendrag innan det når havet efter 304 kilometer. Avrinningsområdet består mestadels av skog (92 procent). Avrinningsområdet har 1,08 kvadratkilometer vattenytor vilket ger det en sjöprocent på 2,3 procent.